# فندق ويندسور (الإسكندرية)
فندق ويندسور (بالإنجليزية: Windsor Palace Hotel)‏ بناه الإنجليز في حقبة احتلالهم لمصر، ولا يزال أحد أشهر فنادق الإسكندرية اليوم. يطل مباشرة على البحر الأبيض المتوسط بمنطقة المنشية.

## أنظر أيضًا
- فندق سيسل
- فندق قصر السلاملك